# Basilique Saint-Aphrodise de Béziers
La basilique Saint-Aphrodise de Béziers est une basilique romane située à Béziers dans le département français de l'Hérault et la région Occitanie.

## Localisation
Elle se dresse sur la place Saint-Aphrodise, en plein cœur de la ville, enchâssée dans les maisons qui l'entourent. 

## Description
C'est la plus ancienne église de la ville. Dans son allure générale, elle n'est d'ailleurs pas sans rappeler la cathédrale Saint-Nazaire, en plus modeste.
Sa tour carrée est, comme pour la cathédrale Saint-Nazaire, couronnée d'un campanile de fer forgé.

## Histoire
La basilique pré-romane connaît probablement le sort de toute la ville lors du siège et de la prise de Béziers, en 1209, par la croisade contre les Cathares menée par Arnaud Amaury. Elle est remaniée à l’époque gothique.
Elle tire son nom du saint patron de la ville, Aphrodise de Béziers, premier évêque, martyr.
À la suite de problèmes de structures et pour des raisons de sécurité, la basilique est restée fermée pendant plus de 15 ans. Les murs s'ouvraient littéralement en deux. En 2013 et 2014, des travaux sont engagés pour stabiliser et sauver le bâtiment.
L'église et le cloître font l’objet d’un classement au titre des monuments historiques depuis le 29 décembre 1983.

## Galerie

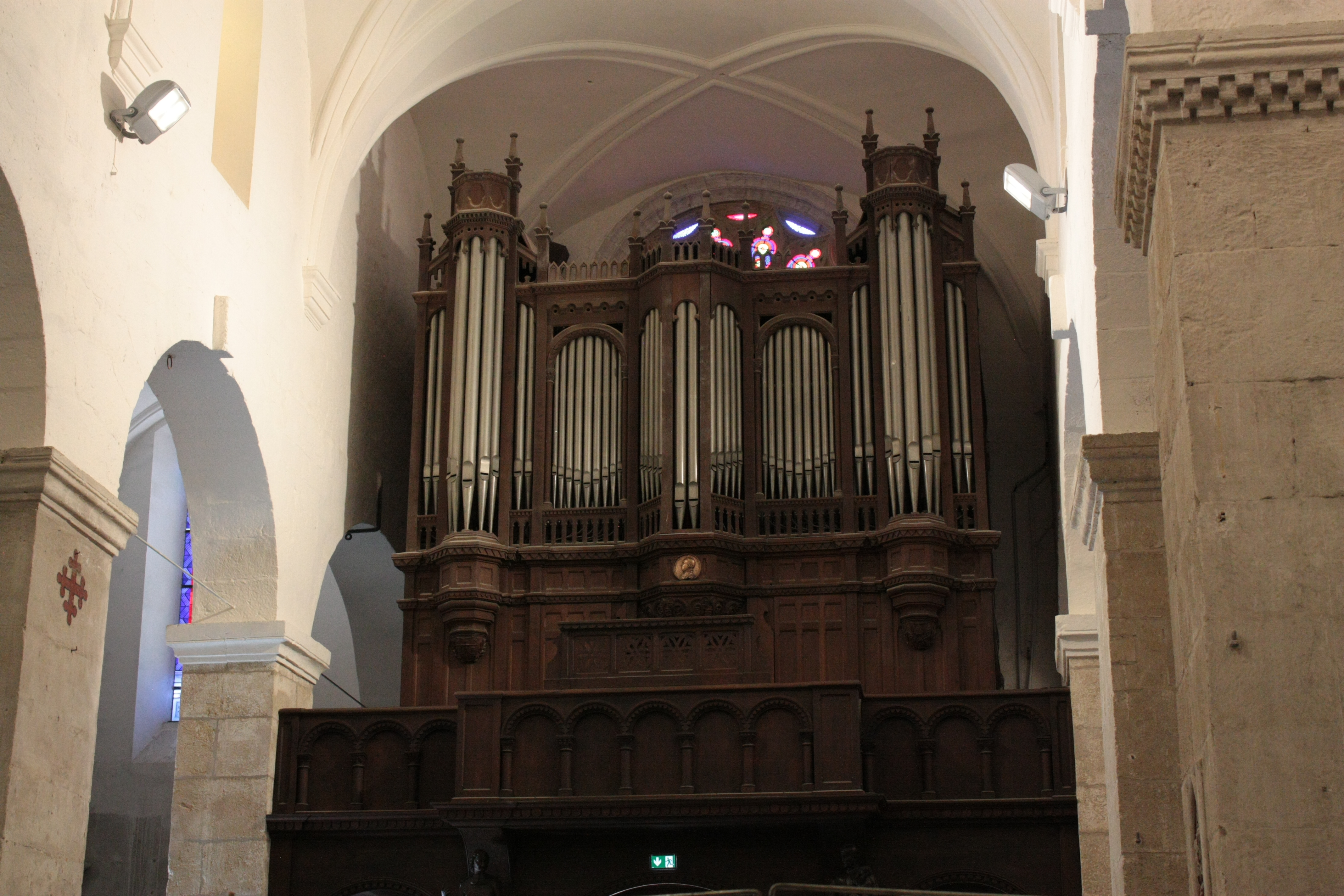
L'orgue.
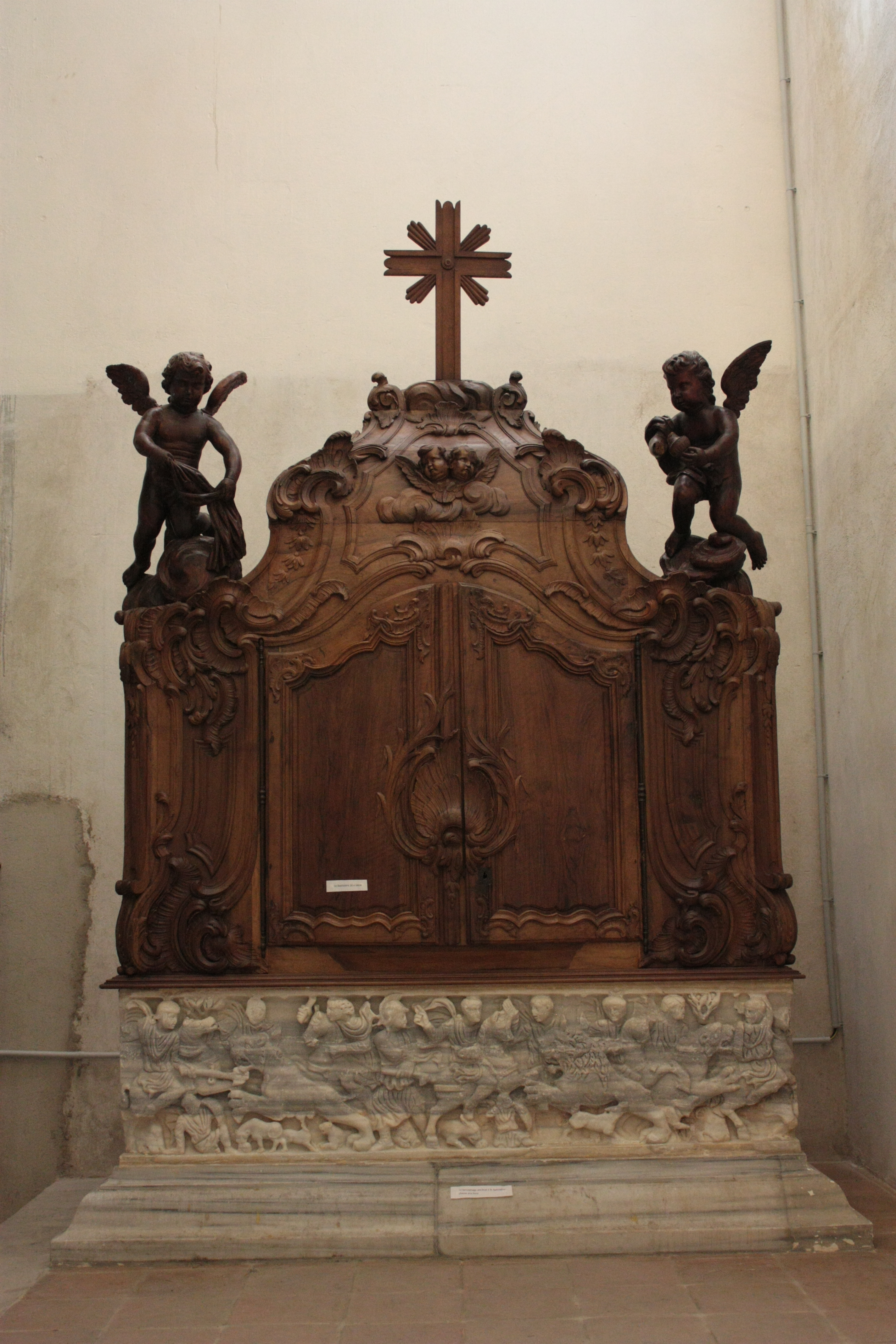
Baptistère du XVIIIe siècle.
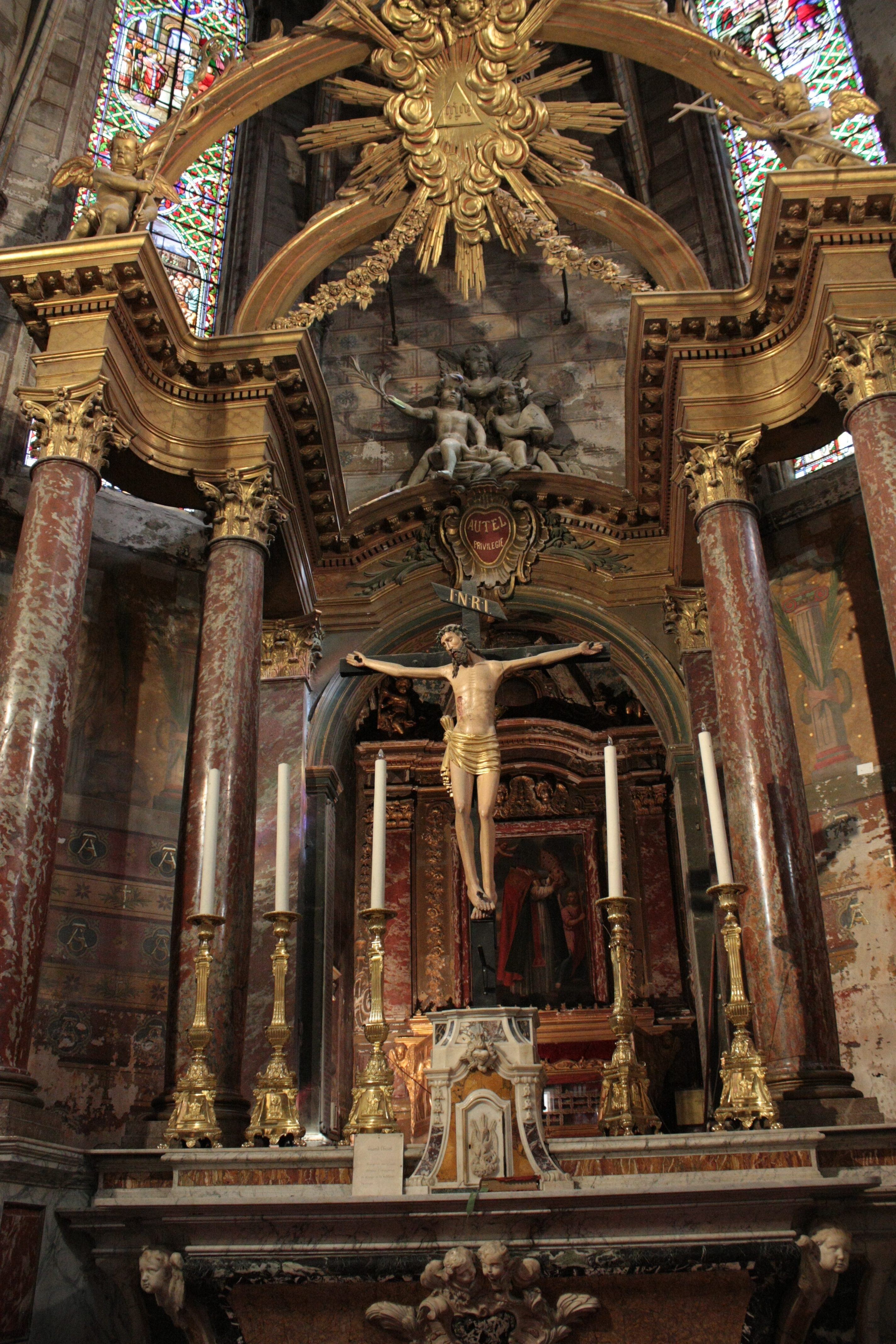
Le maître-autel.
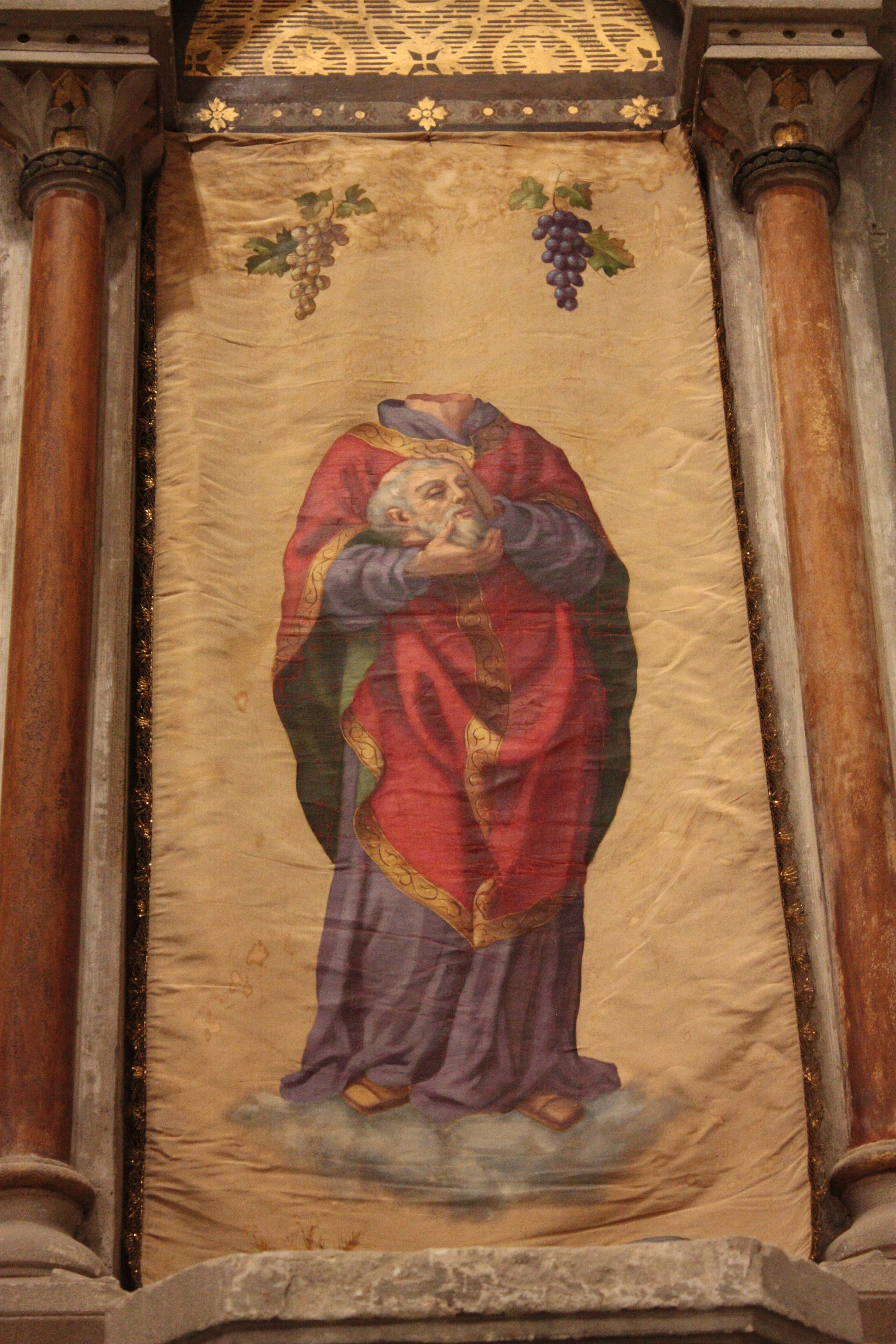
Saint Aphrodise.

## Valorisation du patrimoine
Une association a été créée pour aider à sa sauvegarde et à sa restauration, Les Amis de Saint-Aphrodise. Depuis 2015, des visites guidées sont possibles. La basilique est également ouverte en visite libre lors des Journées du Patrimoine.